# Univerza v Gradcu
Univerza Karla in Franca v Gradcu (nemško Karl-Franzens-Universität Graz) je druga največja in druga najstarejša univerza v Avstriji za Univerzo na Dunaju in največja na Štajerskem.
Jezuitski kolegij v Gradcu je bil ustanovljen leta 1578. Univerzo je leta 1585 ustanovil nadvojvoda Karel II., potrdil pa z bulo Sikst V.. Bula z dne 1. januarja 1586, ki je bila objavljena 15. aprila 1586, potrjuje Univerzo v Gradcu, ki jo je ustanovil nadvojvoda Karel  Sestavlja jo šest fakultet:

## Fakultete
- Katoliška teološka fakulteta
- Filozofska fakulteta
- Pravna fakulteta
- Fakulteta za naravne znanosti
- Fakulteta za družbene in ekonomske znanosti

Medicinska fakulteta je bila leta 2002 izčlenjena in postala posebna univerza, Medicinska univerza v Gradcu.
Fakulteta za naravne znanosti sodeluje v okviru NAWI Gradec s Tehniško univerzo Gradec pri podobnih strokovnih področjih za skupno raziskovanje in poučevanje.

## Slavne osebnosti

### Nobelovi nagrajenci, ki so bili predavatelji na Univerzi v Gradcu
- Ludwig Boltzmann
- Friderik Pregl
- Karl von Frisch

### Slavni študentje
- Ivo Andrić
- Alojzij Juvan
- Heinrich Harrer
- Valentin Inzko
- Ivo Josipović
- Franc Miklošič